# Erythrophyllopsis
Erythrophyllopsis là một chi rêu trong họ Pottiaceae.